# Saltö naturreservat
Saltö är en ö och ett naturreservat i Tjärnö socken i Strömstads kommun i Bohuslän.
Större delen av Saltön täcks av tallskog, som på höjdpartierna blivit låg och vindpinad men växt sig högre i skyddade områden. Här finns flera sandstränder och även ett större ängsområde, där floran tack vare förekomsten av skalgrus är rik.

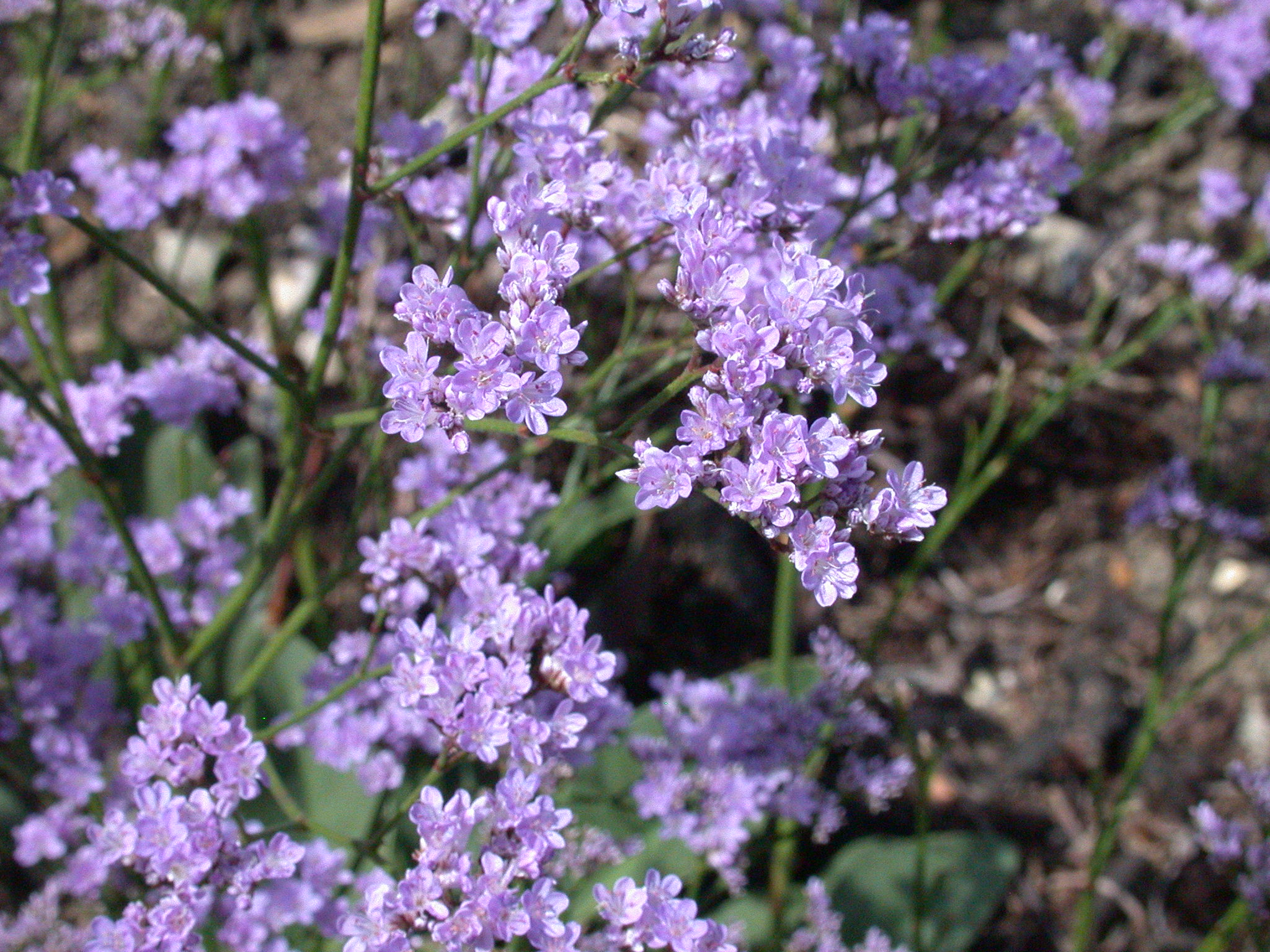
Bohusmarrisp

Ön är till största del uppbyggd av Bohusgranit, men på västsidan finns en gång av Rombporfyr och diabasgångar, samt klapperstensfält, grottor och jättegrytor.
Bland floran på Saltö märks sällsynta arter som strandvallmo, ostronört och bohusmarrisp.